# Butyraat

Butyraat of butanoaat C3H7COO-

Butyraten of butanoaten zijn zouten of esters van boterzuur (butaanzuur). Verschillende butyraatesters worden gebruikt als geur- of smaakstof, vooral voor fruitgeuren en -smaken. 
Voorbeelden hiervan zijn:
| Butyraat          | Geur en smaak           |
| ----------------- | ----------------------- |
| benzylbutanoaat   | ananas, abrikoos, pruim |
| ethylbutanoaat    | ananas, cognac          |
| iso-amylbutanoaat | banaan, meloen, peer    |

Natriumbutyraat wordt gebruikt in het laboratorium vanwege zijn effecten op gekweekte zoogdiercellen met inbegrip van remming van de celproliferatie, inductie van celdifferentiatie en inductie of onderdrukking van de genexpressie.
Calciumbutyraat is een alternatief voor antibiotica in veevoeders.